# Office of Oceanic and Atmospheric Research
L’Office of Oceanic and Atmospheric Research (OAR) est une des composantes du National Oceanic and Atmospheric Administration (NOAA) des États-Unis qui s'occupe de la recherche atmosphérique et l'océanique. Il possède ses propres centres de recherches, en plus de collaborer avec les centres de recherche universitaires et privés, pour la meilleure compréhension des phénomènes parmi lesquels il y a les tornades, les cyclones tropicaux, le climat et ses changements, les éruptions solaire, la couche d'ozone, la dispersion des polluants, l'évolution des courants marins comme El Niño/La Niña et leur impact sur les pêcheries, les écosystèmes. Plus généralement ce département de la NOAA travail sur les problématiques de l'Océanographie physique et de la météorologie.

## Mission
Travaillant sur les grands thèmes du climat, de l'atmosphère et des océans, les scientifiques de la NOAA étudient les profondeurs de l'océan et les plus hautes sphères de l’atmosphère terrestre. La mission de l'OAR comprend le développement à l'interne et à l'externe d'expertise pour :
- Mener des expériences pour comprendre les processus naturels (physiques, géochimiques, écologique) ;
- Construire des modèles de prévision du temps, du climat, de l'énergie solaire, de l'océan et des prévisions côtières ;
- Développer et déployer de nouvelles technologies d'observation afin de fournir des données à l'appui de modèles prédictifs et de documenter la variabilité naturelle ;
- Développer de nouveaux outils d'analyse et de prévision pour améliorer les services météorologiques et les préavis aux avertissements en cas de catastrophes naturelles ;
- Utiliser les nouvelles technologies de l'information afin de partager ces informations avec d'autres scientifiques fédéraux et universitaires ;
- Préparer des évaluations scientifiques et des produits informatifs pour améliorer l'éducation du public et guider l'action gouvernementale.

## Histoire
Le bureau pour la recherche océanique et atmosphérique (OAR) est l'organe principal de recherche de la NOAA. Ses origines remontent à plus de 200 ans avec la création de la United States Survey of the Coast en 1807 par le président Thomas Jefferson, devenue avec le temps la U.S. National Geodetic Survey (USNGS) et intégré à la NOAA en 1970. 
La vocation scientifique de la Survey of the Coast commence par le bureau de recherche sur les Grands Lacs aux États-Unis (U.S Lake Survey) en 1841 pour effectuer des recherches hydrographique : comprendre les débits d'eau et développer des techniques de prévision pour prédire le niveau des eaux et leurs effets sur les rives. Il s'agit du premier organise de recherche scientifiques du gouvernement des États-Unis et débouchera sur plusieurs centres de recherche sur les lacs et les océans. 
De son côté, le US Weather Bureau (aujourd'hui National Weather Service de la NOAA) crée la section de recherche Special Projects Branch en 1947. Elle fondera plusieurs centres de recherche en sciences de l'atmosphère, dont le Severe Storms Project en 1955, ainsi que des centres conjoints avec les universités. 
Tous ces programmes seront regroupés dans l'OAR en 1977. 

## Organisation
La recherche et les produits sont développés en partenariat avec les universités et d'autres organismes fédéraux. Ils sont examinés par des pairs et largement diffusé. L'OAR coordonne le travail des chercheurs dans :
- 7 laboratoires de la NOAA[3] :
  - National Severe Storms Laboratory (NSSL) Norman, OK;
  - Atlantic Oceanographic and Meteorological Laboratory (AOML) - Miami, FL
  - Air Resources Laboratory (ARL) - Silver Spring, MD
  - Earth System Research Laboratory (ESRL) - Boulder, CO
  - Geophysical Fluid Dynamics Laboratory (GFDL)- Princeton, NJ
  - Great Lakes Environmental Research Laboratory (GLERL) - Ann Arbor, MI
  - Pacific Marine Environmental Laboratory (PMEL) - Seattle, WA et Newport, OR

- 14 laboratoires en partenariat avec les universités[4] :
  - Cooperative Institute for Arctic Research (CIFAR) - Fairbanks, AK ;
  - Cooperative Institute for Atmospheric Sciences and Terrestrial Applications (CIASTA) - Las Vegas/Reno, NV ;
  - Cooperative Institute for Climate Applications and Research (CICAR) - Palisades, NY
  - Cooperative Institute for Climate and Ocean Research (CICOR) - Woods Hole, MA
  - Cooperative Institute for Climate Science (CICS) - Princeton, NJ
  - Cooperative Institute for Limnology and Ecosystems Research (CILER) - Ann Arbor, MI
  - Cooperative Institute for Marine and Atmospheric Studies (CIMAS) - Miami, FL
  - Cooperative Institute for Mesoscale Meteorological Studies (CIMMS) - Norman, OK
  - Cooperative Institute for Research in the Atmosphere (CIRA) - Fort Collins, CO
  - Cooperative Institute for Research in Environmental Sciences (CIRES) - Boulder, CO
  - Joint Institute for Marine and Atmospheric Research (JIMAR) - Honolulu, HI
  - Joint Institute for Marine Observations (JIMO) - La Jolla, CA
  - Joint Institute for the Study of the Atmosphere and Ocean (JISAO) - Seattle, Washington
  -  Northern Gulf Institute (NGI) - John C. Stennis Space Center, MS
- Un bureau des programmes mondiaux ;
- Un service des observations et services climatologiques ;
- Un bureau des conditions météorologiques et de la qualité de l'air ;
- Un bureau de recherche sur l'Arctique ;
- Un bureau de l'exploration océanique ;
- Un programme national de recherche sous-marine comportant six centres de recherche ;
- Un programme national de bourse pour la recherche océanique.